# مسحوق الزنجفر

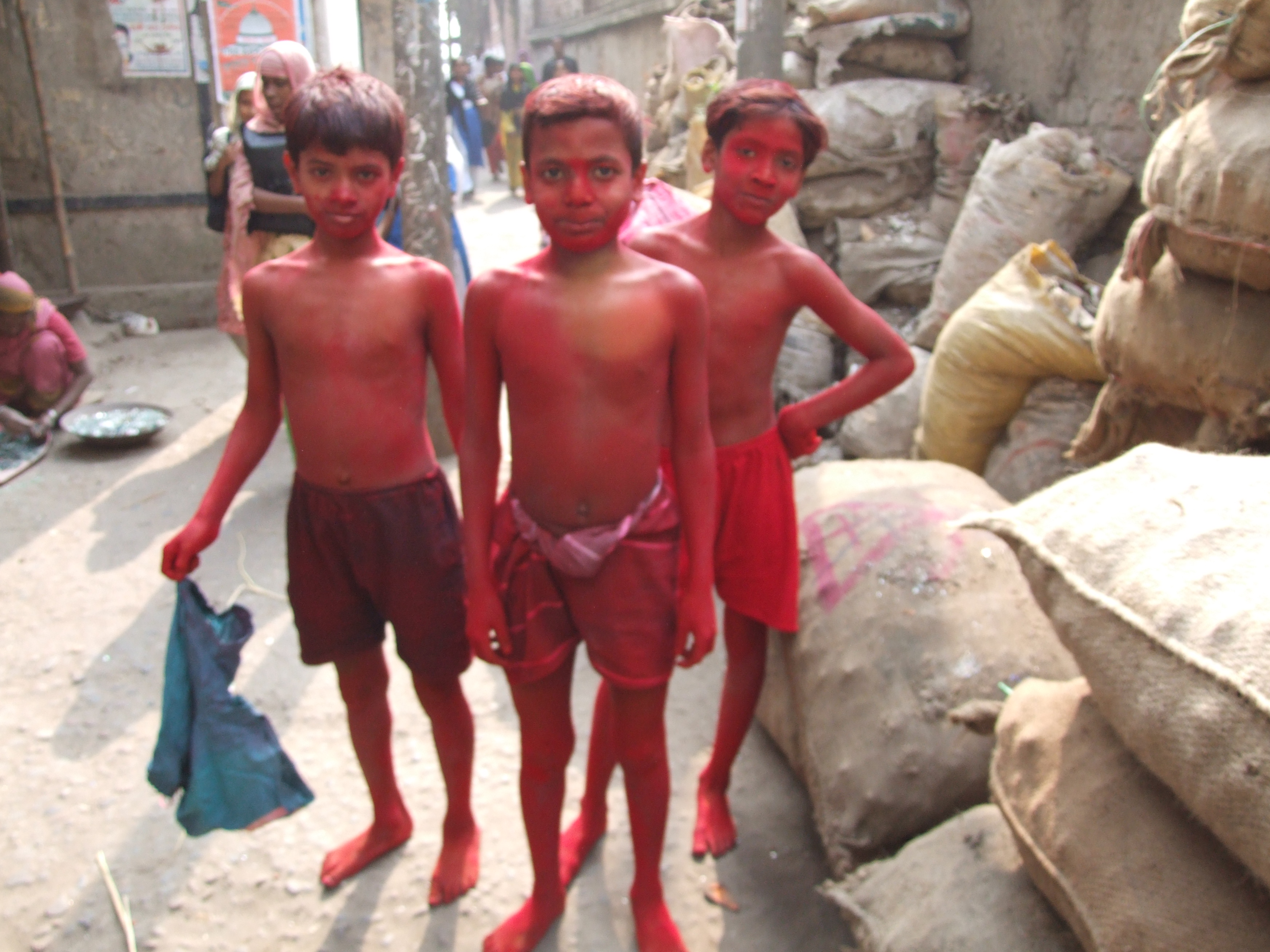
مجموعة من الصبية بعد خروجهم من تصنيع مسحوق الزنجفر في بنغلادش

مسحوق الزُّنجُفر ذو لون أحمر ناصع مائل إلى الصفرة يستخدم ملونا خاصة في صباغة الأقمشة والمنسوجات. وهو خامة تستعمل في صنع الدهانات. وللزنجفر ألوان متعددة تتراوح بين اللون القرمزي إلى الصفرة الفاقعة والأحمر الزاهي. وكان الزنجفر يصنع في الماضي من معدن كبريتيد الزئبق، أما الآن، فقد أصبح يصنع من طحن الزئبق والكبريت معًا، ثم معالجة هذه المادة بمحلول البوتاس الكاوي. ويسخن المسحوق مع تحريكه ليعطي كبريتيدًا أسود. وبتعريض هذا الكبريتيد للبخار لمدة طويلة، يُحصل على الخامة.
و قام بأكتشافه العالم جابر بن حيان عالم الكمياء